# Joelle Khoury
Pour les articles homonymes, voir Khoury.
Joelle Khoury, née à Beyrouth en 1963 est une pianiste, compositrice de jazz et de musique contemporaine et professeure de musique classique libano-américaine.

## Biographie
Joelle Khoury s'exile aux États-Unis au moment de la guerre civile libanaise. Elle obtient un diplôme en économie et en musicologie à l'université George Mason ; de retour au Liban quelques années plus tard, elle obtient une maîtrise de philosophie à l'université Saint-Joseph de Beyrouth et un diplôme de piano du Conservatoire libanais national supérieur de musique, qui lui permet de devenir en 1994 professeure de musique dans ce même conservatoire. 
Elle est invitée à des résidences Extra-muros en France (2002 et 2004), en République tchèque (2006), en Suisse (2011, par Pro Helvetia) et aux États-Unis (2013) en tant que MacDowell Colony fellow, où elle prépare un spectacle multimédia, Palais de Femmes : Poésie, film, musique et danse en synesthésie.
Depuis 1995, elle compose pour orchestres de chambre et orchestres philharmoniques, ainsi que pour son propre quintette de jazz, In-version,,. Son intérêt pour la philosophie la porte à obtenir un doctorat d'État en philosophie sur Gilles Deleuze, intitulé Théâtralité et désir de mort créateur chez Gilles Deleuze.

## Productions musicales

### Principaux concerts
- In-Version, quintette de jazz, 1995.
- Music & Poetry (Musique et poésie). Onze morceaux pour orchestre de chambre et voix, basés sur la poésie romantique allemande (Goethe, Heine, Novalis, Rilke). Concert parrainé par le Conservatoire National Supérieur de Musique et l'Institut Goethe de Beyrouth. J. Khoury, piano et composition; Harout Fazlian, chef d'orchestre. Enregistrement en direct le 14 mai 2003 à l'auditorium Pierre Abou-Khater, Université Saint-Joseph, Beyrouth, Liban. Produit par La CD-Thèque & Joelle Khoury[9].
- Rêve elle est (Opéra monodrame). Enregistré en concert à Beyrouth, avec Fadia Tomb El-Hage (contralto) et l'ensemble Fragments[10], 2008. L'opéra a été réinterprété en Autriche le 4 mai 2012[11] par Kremerata Baltica (en) (fondé par Gidon Kremer) et en suisse par l'ensemble TaG.
- Chansons traditionnelles du Moyen-Orient, 2012, 2014. Variations on Imaginary Folk dances est commissionné par Kremerata Baltica et joué en concert en 2012 au festival Arab-Baltic Spring, au Palais d'Esterházy,  Eisenstadt, Autriche[12].  En 2014, la pièce est rejouée par Kremerata le 29 mai 29 à Fürth et à Würzburg en Allemagne avec le morceau Of Memories, Folks and I  (pour orchestre, percussion et voix)[13].
- Morning Star, 2006[14]. Chant liturgique traditionnel syriaque, réarrangé pour quintette de cuivres et commandé par l'organisation italienne Donne in Musica pour un concert de Noël (Natale in Musica 2006).
- Getting Along, 2008. Concerto pour deux marimbas et orchestre à cordes, également commandé par Donne in Musica et interprété en mai 2008 à Bari, en Italie.
- Moods Rhythms and Changes, pour percussions, piano et violoncelle. Commandé par Symblema Percussions (Paris), 2011[15].
- Palais de femmes, 2014. Concert et performance multimédia présentés au théâtre Montaigne, au Centre culturel français de l'Ambassade de France à Beyrouth. Mélange de bande-son, de film pré-enregistré, de musique live et de danse, le titre est inspiré par l'institution Palais de la femme, qui sert d'abri aux femmes en détresse[16].
- Tidbits, 2018. Série de variations courtes, d’environ une minute chacune, sur une esquisse de thème inspiré d’un chant Moyen-Oriental[17].

### Articles
- Times Goes One Way - Against the Classification of Arts[18].
- Die Geschichte - Ein göttliches Gedicht[19], associant le style de composition de Bach à la Monadologie de G. W. Leibniz.
- The Body Without Organs... said the Eye to the Ear: Deleuzian thematics in Sophocles, Mann, Beckett and Süskind[20].

### Morceaux musicaux
- Tumbling up, 1999.
- Music and Poetry, 2003.
- Sleep, 2004.
- Is it so !, 2005.
- Soliloquy, 2005.
- Aaah! ..., 2006.
- Rêve elle est, 2008.
- Alone Together 2, 2011.
- Ala Dal'ona, 2011.
- Moods, Rhythms and Changes, 2011.
- Just Hold Me Tight, 2012.
- The one and only, 2013.
- Arabian Fantasy In Blue, 2016.
- Tidbits, 2018.
- Vers le soleil bleu, 2020.
- Zarqa'a A Shamsu, 2020.